# 髒話面面觀
《髒話面面觀》（英語：History of Swear Words）是由尼可拉斯·凱吉主持的美國電視紀錄片，在2021年1月5日於Netflix上架。

## 內容
節目由尼可拉斯·凱吉主持，每一集以一個髒話詞彙為主題，探討髒話的詞源、流行文化與歷史，並訪談相關領域的專家。這些髒話包括「幹」（fuck）、「狗屎」（shit）、「婊子」（bitch）、「屌」（dick）、「屄」（pussy）、「可惡」（damn）

## 集數
| 集數 | 標題           | 上線日期     |
| ---- | -------------- | ------------ |
| 1    | 幹 （F**k）    | 2021年1月5日 |
| 2    | 該X的 （Sh*t） | 2021年1月5日 |
| 3    | 婊子 （Bitch） | 2021年1月5日 |
| 4    | 雞X （D**k）   | 2021年1月5日 |
| 5    | 鮑X （Pu**y）  | 2021年1月5日 |
| 6    | 可惡 （Damn）  | 2021年1月5日 |

## 評價
《芝加哥太陽報》影評理查·洛普在滿分四顆星之中給了三顆星，表示這部作品「是一部厚臉皮且寓教於樂的髒話題材作品。」
據爛番茄上的18則評論，這部作品獲得67%的好評，平均分數為6.13/10，評論家認為「言簡意賅或許是智慧的精髓，但深入地研究有助理解髒話的歷史，這部作品的內容沒有辜負它的標題和主持人，可惜他X的有點短」。而據Metacritic上的13則評論，此作品獲得的加權均分是62分（滿分為100分），評價以正面為多。

## 外部連結
- 在Netflix上觀看《髒話面面觀》
- 互联网电影数据库（IMDb）上《髒話面面觀》的资料（英文）
- 爛番茄上《髒話面面觀》的資料（英文）